# UQCRC2
UQCRC2‏ (Ubiquinol-cytochrome c reductase core protein 2) هوَ بروتين يُشَفر بواسطة جين UQCRC2 في الإنسان.